# Bdellamaris manteri
Bdellamaris manteri is een ringworm uit de familie van de Piscicolidae. De wetenschappelijke naam van de soort is voor het eerst geldig gepubliceerd in 1959 door Richardson.